# Hansjörg Felmy
Hansjörg Felmy (n. 31 ianuarie 1931, Berlin -  d. 24 august 2007, Eching) a fost un actor german, care a jucat în diferite filme și piese de teatru, el devine cunoscut prin rolul comisarului de poliție Haferkamp, rol pe care l-a jucat între anii 1974 - 1980, în filmele din seria Tatort.

## Date biografice
Tatăl lui, Hellmuth Felmy fost general de aviație, iar mama lui provine din familia  Boettcher. Felmy a copilărit în  Braunschweig, unde a urmat primii săi ani de școală. După ceartă pe care a avut-o cu un profesor, trebuie să părăsească gimnaziul. Rămas fără examen de bacalaureat, el caută să lucreze că mecanic și tipograf. Între anii 1947 - 1949, a luat lecții de actorie de la Hella Kaiser. În anul 1949 primește primul rol la teatrul de stat din Braunschweig. După care va jucă diferite roluri în piese de teatru și filme.

## Filmografie
- 1957: Der Stern von Afrika
- 1957: Haie und kleine Fische
- 1957: Das Herz von St. Pauli
- 1958: Der Greifer
- 1958: Herz ohne Gnade
- 1958: Copiii minune (Wir Wunderkinder), regia Kurt Hoffmann
- 1958: Der Maulkorb
- 1958: Unruhige Nacht
- 1959: Und ewig singen die Wälder
- 1959: Rommel ruft Kairo
- 1959: Der Mann, der sich verkaufte
- 1959: Menschen im Netz
- 1959: Buddenbrooks, Zweiteiler
- 1959: Ein Tag, der nie zu Ende geht
- 1960: Die zornigen jungen Männer
- 1960: Schachnovelle
- 1960: Die Botschafterin
- 1960: An heiligen Wassern
- 1961: Die Ehe des Herrn Mississippi
- 1961: Die Schatten werden länger
- 1961: Das letzte Kapitel
- 1962: Genosse Münchhausen
- 1962: Die glücklichen Jahre der Thorwalds
- 1962: Endstation 13 Sahara
- 1963: Die Flußpiraten vom Mississippi
- 1963: Der Henker von London
- 1964: Nebelmörder
- 1964: Das Ungeheuer von London-City
- 1964: Das siebente Opfer
- 1965: An der Donau, wenn der Wein blüht
- 1966: Der zerrissene Vorhang (Torn Curtain)
- 1966: Flucht ohne Ausweg (Fernsehdreiteiler)
- 1971: Die Tote aus der Themse
- 1971: Dem Täter auf der Spur - Flugstunde
- 1972: Alexander Zwo (Fernsehsechsteiler)
- 1974: Tatort: Acht Jahre später
- 1974: Tatort: Zweikampf
- 1974: Tatort: Der Mann aus Zimmer 22
- 1974: Sonderdezernat K 1: Flucht
- 1975: Tatort: Wodka Bitter-Lemon
- 1975: Tatort: Die Abrechnung
- 1975: Tatort: Treffpunkt Friedhof
- 1975: Tatort: Zwei Leben
- 1976: Tatort: Fortuna III
- 1976: Tatort: Abendstern
- 1976: Fluchtversuch
- 1977: Tatort: Spätlese
- 1977: Tatort: Drei Schlingen
- 1977: Das Mädchen von gegenüber
- 1978: Tatort: Rechnung mit einer Unbekannten
- 1978: Tatort: Lockruf
- 1978: Tatort: Der Feinkosthändler
- 1978: Tatort: Die Kugel im Leib
- 1979: Tatort: Ein Schuß zuviel
- 1979: Tatort: Schweigegeld
- 1980: Tatort: Schußfahrt
- 1980: Tatort: Schönes Wochenende
- 1982: Meine Frau erfährt kein Wort (Fernsehfilm)
- 1982: Rendezvous der Damen (Fernsehserie)
- 1982: Urlaub am Meer (Fernsehfilm)
- 1984: Abgehört (Fernsehfilm)
- 1985/86: Unternehmen Köpenick (Fernsehserie)
- 1986: Die Wilsheimer (Fernsehserie)
- 1988: Die Männer vom K 3: Familienfehde
- 1989: Affäre Nachtfrost (Fernsehfilm)
- 1990: Abenteuer Airport (Fernsehserie)
- 1994: Hagedorns Tochter (Fernsehserie)
- 1995: Faust: Drei Tage Zeit